# 통폭탄
통폭탄(Barrel bomb)은 드럼통에 폭약을 넣어 만든 급조폭발물(사제폭탄)이다. 배럴폭탄, 드럼통 폭탄이라고도 번역한다.

## 시리아

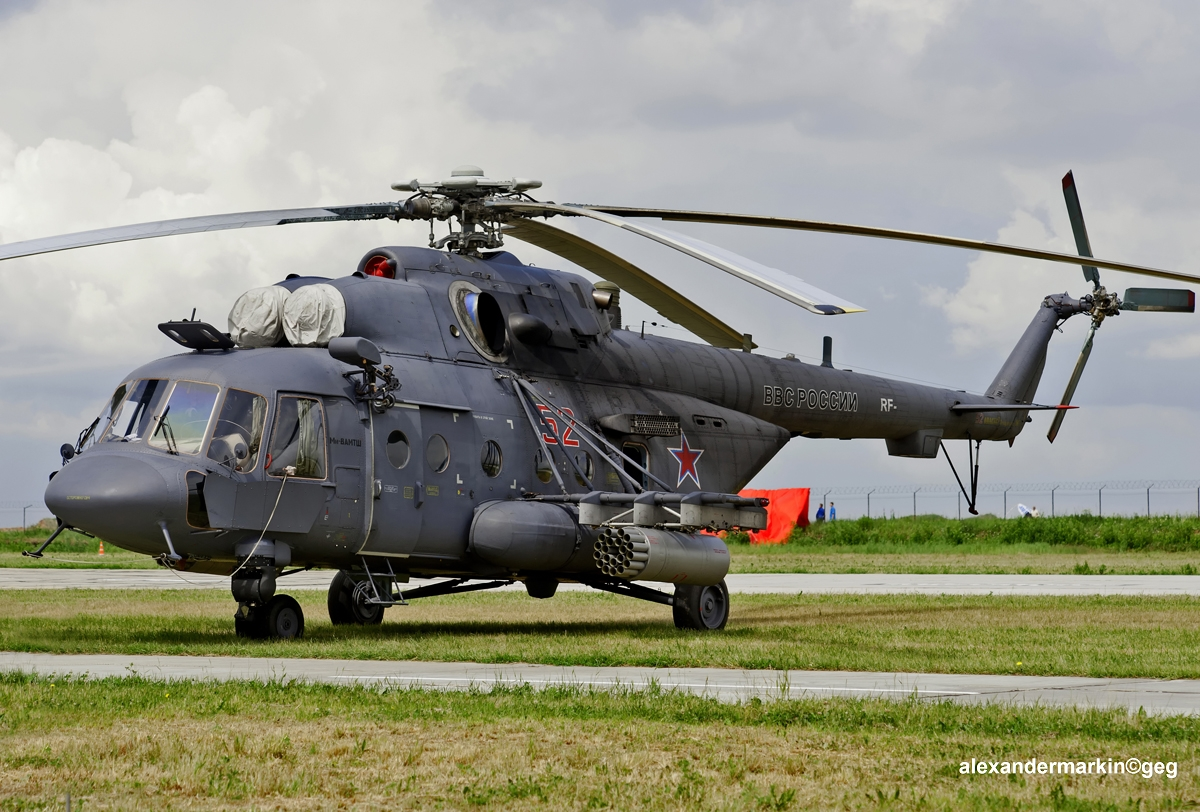
러시아 공군의 밀 Mi-8AMTSh 헬리콥터

2013년 12월 친미 시리아 반군 시리아 국가평의회는 2011년 3월 시리아 내전이 발생한 이후 2만명 이상이 통폭탄에 살해되었다고 성명을 발표했다. 2014년 3월 현재 통폭탄 5,000-6,000발이 투하되었다. 시리아 2대 대도시이자 친미 시리아 반군의 거점인 알레포에서, 시리아 정부군의 통폭탄 공격으로 민간인 사망자가 매우 많이 발생하고 있다.
통폭탄은 드럼통에 폭약과 쇠붙이 등을 넣어 만들어 헬기에서 공중 투하된다. 통폭탄은 폭탄과 못, 기름이 가득 든 통으로 헬기 등에서 지상으로 떨어뜨리면 30분~1시간쯤 지난 후 터진다. 불발탄인가 싶어 사람이 접근할 때 폭발한다.
통폭탄을 사용한 시리아 민간인 폭격에 북한 헬기 조종사들이 참가했다. 북한은 2013년 11월 북한 공군 조종사들이 시리아 내전에 참전해 반군 공습에 가담했다는 외신 보도가 나왔을 "허위·날조자료를 유포하고 있다"며 내전 개입을 부인했다.
북한은 1967년 제3차 중동 전쟁, 1973년 4차 중동전쟁 당시 시리아에 전투기 조종사 수십명과 공군을 보낸 적이 있다. 이들은 시리아 공군 훈련을 돕고 실전에 투입되기도 했다. 1973년 10월 4차 중동전쟁에서, 이스라엘군은 이집트 영공에서 전혀 알아들을 수 없는 언어를 사용하는 전투기 조종사의 무전을 포착했다. 북한은 당시 조종사를 파견해 이집트와 시리아군을 훈련하고, 직접 전투기를 출동시켜 이스라엘과 맞붙었다. 이스라엘에 북한말을 이해하는 병력이 필요했다. 일시적으로 한국군의 지원을 받아 북한 조종사의 무전 내용을 파악했다.
2016년 8월 1일 밤, 알레포에 염소가스가 든 통폭탄 4개가 투하되었다. 1일 오전에 알레포 상공에서 친미 시리아 반군이 러시아군의 밀 Mi-8 헬리콥터를 격추해 탑승자 전원 5명이 사망했으며, 러시아 국방부가 크게 분노했다. 반군 세력들이 피투성이 러시아 조종사의 시신을 땅바닥에 끌고 다니며 훼손하는 끔찍한 사진도 인터넷에 올렸다. 알레포에서 140 km 떨어진 흐메이밈 공군기지로 돌아오다 지대공 대공포 공격을 맞아 추락했다.
시리아 공군의 밀 Mi-8, 밀 Mi-25 헬리콥터가 통폭탄을 투하하는 사진들이 인터넷에 많이 게시되어 있다.
2015년 시리아 정부군이 통폭탄 만7천여 개를 투하해 민간인 2천32명이 숨졌다고 시리아인권네트워크(SNHR)가 밝혔다.
2016년 9월 29일 프란치스코 교황은 바티칸 성 베드로 광장에서 열린 수요 일반 알현에서 "알레포에서는 어린이와 노인, 병자와 젊은이 등 너무나 많은 사람들이 죽어가고 있다"며 알레포에서 벌어지고 있는 일에 깊은 고통과 심각한 우려를 느낀다"고 말했다. 교황은 이어 "폭격에 책임 있는 사람들의 양심에 호소한다"며 "그들은 신 앞에 심판받아야 한다"고 강조했다.

## 같이 보기
- 차량 폭탄